# 十勝ワイン
十勝ワイン（とかちワイン）は、北海道中川郡池田町の池田町ブドウ・ブドウ酒研究所で製造しているワインの総称。ブランデー、甘味果実酒、リキュールのパッケージなどに「十勝ワイン」の名を使用している場合があり、ブランド（地域ブランド）になっている。

## 歴史
池田町は、1952年（昭和27年）の「十勝沖地震」と翌年から2年連続の冷害による凶作により大きな被害を受けた。その後、町長になった丸谷金保の発案によって町内の山野に実るヤマブドウに着目し、1960年（昭和35年）に農村青年による「ブドウ愛好会」を結成してブドウ栽培への取り組みが始まった。1963年（昭和38年）には全国の自治体で初となる「酒類試験製造免許」を取得してワイン醸造に取り掛かった。また、後の池田町長になる大石和也を西ドイツに派遣したほか、後のブドウ・ブドウ酒研究所長となる河口将征は本州の大学や研究所で学び、数年後にブドウ栽培の研究のためハンガリーへ派遣するなど、当時では先駆的な海外研修を実施した。町内に自生するヤマブドウが良質なワインに適する「アムレンシス亜系」であることが分かり、1964年（昭和39年）にはこのヤマブドウで造った「十勝アイヌ葡萄酒」が『第4回国際ワインコンペティション』で銅賞を獲得した。同年にブドウ栽培の研究開発とワイン製造を手掛ける「池田町ブドウ・ブドウ酒研究所」を設立し、1966年（昭和41年）に「十勝ワイン」、「十勝ブランデー」のブランドで販売開始した。
十勝地方は冬期間の極低温に加え晴天による乾燥した日々が続き、通常の栽培方法ではブドウ樹は枯死してしまうため、ブドウが育ちにくい土地であったが、池田町は日照時間が多くブドウの成熟期になる秋の気温の日較差が大きいため、ブドウの糖度が上がり糖と酸のバランスが良くなる条件下にあり、寒冷地に適したブドウ栽培と独自の品種を開発することが課題になった。そこで、フランスの「セイベル13053」というブドウを基に1,000本に1本の割合で突然変異を起こす「枝変わり」を5シーズンかけて選抜し、赤ワインの品種「清見」（きよみ）が誕生したが、冬期間に寒さと乾燥からブドウ樹を守るために覆土をしなければならず、他のブドウ栽培地域にはない労力を要する。そこで、寒さに強いヤマブドウの特性を生かしながら醸造用品種との交配により、耐寒性が高くワインとしても高品質なブドウの開発が長い年月をかけて行われている。これまでに21,000種を超える交配種を育てており、最初に普及した品種は1975年（昭和50年）に交配した「IKI567」であり、「清舞」（きよまい）と命名して1998年（平成10年）に本格販売し、2000年（平成12年）に種苗登録している。2番目の品種は「IKI3197」を「山幸」（やまさち）と命名して2003年（平成15年）に販売し、2006年（平成18年）に種苗登録している。これらのブドウから造られるワインは、北国特有の力強い酸味を持った熟成タイプのワインになっている。2004年（平成16年）から十勝ワインや池田町のことを知る「十勝ワインバイザー」認証制度を始めている。

## 批判
文藝春秋の第66巻、第8～9号（1988）100頁には売れ筋の千円ものは、地元でとれるワインに輸入ワインを六○%もブレンドした、基本的には輸入ワインでしかないとされた。

## 商品
ワイン
- 清見
- ピノ・ノワール
- 清舞
- 山幸
- 山幸 アイスワイン（数量限定）
- ツバイゲルト
- ツバイゲルト 特別醸造（地域限定）
- 町民用ロゼワイン ザ・いけだ
- 町民用ロゼワイン（池田町内限定）
- キャンベル
- ナイヤガラ
- バッカス
- セイオロサム 赤・白
- とかち野 赤・白
- 清見の丘 赤・白（ワイン城内限定）
- 田園の雫 赤・白（十勝管内限定）
- トカップ 赤・白・ロゼ・マグナム
- トカップ 樽熟成・瓶熟成（季節限定）
- トカップ スパークリング 赤・白・ロゼ

ブランデー
- ジェンティール V・S・O・P
- スプレンダー X・O
- 原酒
- アップル原酒（アップル・ブランデー）
- 原酒 モリオ・マスカット

甘味果実酒
- 清舞スイート（ポートワイン）
- シルフィー・シルフィー ドライ・シルフィー ベリースイート（シェリー）
- シルモ（ポートワイン）

リキュール
- 梅酒 ブランデー仕込み
- ビートのこころあわせ
- ミステール

## 受賞歴
- 1964年『第4回国際ブドウ酒コンクール』（ハンガリー）銅賞「アムレンシス 赤」[7]
- 1968年『国際コンクール』（ルーマニア）金賞「アムレンシス 赤」[7]
- 1976年『第3回ワイン・コニャック国際コンクール』（ブルガリア）大賞・金メダル「十勝ワイン 赤」
- 1984年『第4回ワイン・コニャック国際コンクール』（ブルガリア）大賞・金メダル「十勝ワイン アムレンシス」「十勝ワイン 清見」「十勝ブランデー XO」

## 参考資料
- 「ワインづくりが生んだ観光産業とその後 〜十勝・池田町の経験から〜」（PDF）『開発こうほう』第476巻、北海道開発協会、2003年、2017年4月25日閲覧。
- 中林司 (2009年). “「十勝ワイン」自治体経営のワイナリー”.  全国町村会. 2017年4月26日閲覧。
- “北海道池田町 町勢要覧” (PDF).  池田町 (2016年). 2017年4月25日閲覧。